# Skalidy
Skalidy (gr. skalidon – motyka) – pierścienie lub wydłużone rzędy hakowatych, kolcowatych lub płatowatych wyrostków kutykularnych położone na introwercie zwierząt zaliczanych do kladu Scalidophora. Skalidy pełnią funkcję sensoryczną lub lokomotoryczną.